# Jan Grabiński
Jan Grabiński (1599 – 11 września 1638 w Oliwie) – polski duchowny katolicki, cysters, opat klasztoru w Oliwie. Pochodził z rodziny szlacheckiej woj. sieradzkiego, herbu Pomian.

## Życiorys
Do klasztoru w Oliwie wstąpił w 1619 i odbył nowicjat. Być może kształcił się w kolegium jezuitów w Braniewie.
Po śmierci opata Adama Trebnica, 2 września 1630 z prezenty królewskiej został mianowany opatem oliwskim. 7 września komisarze królewscy Jan Kos i Piotr Ericson (Ericus) przedstawili konwentowi jego kandydaturę, a następnie kapituła jednomyślnie zatwierdziła go jako nowego opata.
W latach 1635–1636 zajmował się wyposażeniem kościoła klasztornego, szczególnie ułożeniem posadzki i przebudową portalu. Koszty tych prac pokrywał w dużej części z dochodów z własnej wsi, Grabna. W 1637 był zaangażowany w sprawę ściągania ceł morskich dla króla Władysława IV, współpracował w tej sprawie z królewskimi komisarzami Jerzym Ossolińskim i Gerardem Denhoffem. Udostępnił za stosowną opłatą należący do opactwa odcinek nabrzeża, położony w pobliżu Wisłoujścia, dla urządzenia tam komory celnej i przystani dla królewskich statków, mających pobierać cła.
Za rządów opata Grabińskiego opactwo oliwskie odwiedził poseł francuski Claude de Mesmes hr. D'Avaux, którego sekretarz Charles Ogier w swoim diariuszu przekazał opisy Oliwy i wzmianki o samym opacie.